# 多耶
多耶（侗语:dos yeeh），亦称“踩歌堂”，是侗族的一种历史悠久的传统歌舞艺术,“多”为“唱”、“舞”等意思，“耶”为侗族民歌中集体边唱边舞的品种，“多耶”即“唱耶歌”。它流行于黎平、榕江、从江、通道、靖州等县，最早是一种祭祀活动。宋代陆游《老学庵笔记》中就已记载这种活动：“辰、沅、靖等蛮，仡伶……农隙时，至一二百人为曹，手相握而歌”。

## 由来
传说很早以前，侗族有一个名叫金比的人外出经商。一天，他偶然来到神仙居住的地方，看见仙人们正在举行一个盛大的歌舞集会，动人的音乐、优美的舞姿、华丽的服饰，看得他眼花缭乱，忘乎所以。他就这样如痴如醉地看了三天，方才依依不舍地离去。回得家来，人间已整整过去了三个年头。家人和乡亲们看见三年杳无音信的金比突然归来，纷纷向他询问在外乡的经历。金比详细地讲述了他在仙境的见闻，乡亲们惊喜不已，当即商议决定，公推族中富有声望的老人——侗族的相金、相银，苗族的公谢为代表，携带了珍贵的宝物，结伴前往天上买歌。三人肩负乡亲们的重托，历尽千难万险，终于达到了目的……自此以后，每逢春节期间，侗族就开始有了“踩歌堂”的活动。

## 功能
“多耶”最初主要用来祭神祀祖。侗族崇拜的女神是“萨岁”——侗族神话中的原始祖母、最高的护佑神，传说她神通广大，能够影响风、雷、雨、电、瘟诸神，人们把她奉为社稷神，每逢大年初一集会于“祖母坛”前，全寨男女老少穿上盛装，在本寨德高望重的老人带领下，按照严格的仪式进入“祖母坛”祭奠，祈求“祖母”保佑全寨人畜平安，五谷丰登，风调雨顺。“多耶”时每个人都必须虔诚、肃穆，在歌师的带领下，众人唱和，踏歌起舞，人们要把对祖先的崇敬，对神灵的膜拜，通过歌舞表达出来。因此，“多耶”成为侗族的一种固定的文化符号。
侗族人古时生活在贫瘠的山地，无法独立面对各种挑战。这种祭祀活动，最多可有上千人参加，成为侗族宗族社会的有力纽带。双层圈舞和手拉手、肩搭肩的动作，表现了侗族人的集体意识。随着时间的流逝，“多耶”慢慢淡化了祭祀的功能，成为侗族节庆的一种娱乐形式。侗民在边歌边舞中，以一种非常自然的方式起到传递民族历史、民族文化、民族传统的作用。

## 形式及内容
“多耶”舞蹈的一般形式是手牵手，或只手搭肩，围成圆圈，用整齐又有节奏的步伐，边绕边唱，边甩手为拍，基本动作有进步摆、退步摆、哆也步、圆圈向顺时针方向前进或向逆时针方向后退。舞者上身挺直，目视前方，身子随脚跺地时左右摆动。前进时有进三步停一步、进三步退两步、一进一退等舞步。节奏多为2／4、3／4拍子的舞曲，或由一人领唱众人合，或男唱女答，唱词中穿插有衬词衬句，如“耶落呀”、“耶呀耶落呀”。
“多耶”有两种类型：“耶堂”和“耶铺”。“耶堂”是祭招性歌舞，每年侗民都要在“萨坛”或“萨堂”前举行盛大的祭祀仪式，全寨群众都汇集于“萨坛”或“萨堂”前，进行祭招和耶堂活动，即“多耶”。流行“多耶”的村寨都有自己传统的“多耶”词及专门的唱本，是历代祖传的“侗歌书”，主要歌唱先祖的功德和侗族的历史；“耶铺”则是礼俗性歌舞，在修建路桥、迎宾送客、节日庆典等场合都必不可少，且不受时间和地点的限制，凡通年节喜庆，均可即兴演唱，动作亦随领唱者的变化而变化，是侗寨文化生活中最常见的表演形式之一。
由于旅游业的发展，侗族传统文化急剧商业化。“多耶”经常沦为纯商业的表演，一般是边吹芦笙边跳，由三四个小伙将寨主抛起，有时还请游客加入。另一方面，由于汉文化的同化以及侗寨日益失去的封闭环境，“萨岁”信仰濒临消亡，其传统实质难以为继。